# Chelique Sarabia
José Enrique Sarabia Rodríguez, (La Asunción, estado Nueva Esparta; 13 de marzo de 1940-Lechería, estado Anzoátegui; 16 de febrero de 2022), más conocido como Chelique Sarabia, fue un cantante, músico, compositor, poeta, publicista, productor de televisión y asesor político venezolano. Fue el autor del vals «Ansiedad».

## Biografía

### Compositor y promotor musical
Fue uno de los más exitosos músicos venezolanos del siglo XX,  reconocido por ser el autor del tema Ansiedad (1955), con más de 800 versiones, en diferentes idiomas tales como inglés, francés, italiano, portugués, árabe, español; entre otros. Han sido contabilizadas cerca de 2000 canciones de su autoría de las cuales se han interpretado más de 1600 y tiene más de 1000 canciones registradas en la Sociedad de Autores y Compositores de Venezuela (SACVEN).
A principio de la década de los sesenta se convirtió en productor de discos independiente y del programa de televisión Club Musical en donde descubrió  a artistas como José Luis Rodríguez, las hermanas Rosa Virginia y María Teresa Chacín, el grupo de pop Los Impala, Henry Stephen y Cherry Navarro.
En 1971 grabó un disco  de circulación limitada titulado: «4 Fases del Cuatro. Música Venezolana desarrollada Electrónicamente por Chelique Sarabia». En 1973, cuando finalizó la exclusividad del contrato privado, Chelique lanzó comercialmente el disco bajo un título diferente: «Revolución Electrónica en Música Venezolana» que se destaca por ser uno de los primeros discos de su género en Venezuela y es considerado un álbum pionero de la música electrónica en América Latina.
Se deben también a su inspiración dos himnos municipales venezolanos: es autor por concurso de la letra del himno de la Ciudad de Caracas, cuya música es la Marcha a Caracas, obra del compositor y pedagogo musical ítalo-venezolano Tiero Pezzuti y el del Municipio Urbaneja del Estado Anzoátegui, que lleva letra y música compuestas por él.

### Incursión en la política
En 1973 compone Ese hombre si camina tema musical que se convierte en himno de la campaña presidencial del candidato por el partido Acción Democrática en las elecciones de diciembre de ese año, Carlos Andrés Pérez, lo que constituyó su ingreso a la política activa.

## Discografía

### Discografía Original[2]
| Año de publicación | Título                                                       | Discográfica                        |
| 1959               | José Enrique (Chelique) Sarabia: Su Música Y Su Nuevo Estilo | El Palacio de la Música (Venezuela) |
| 1959               | Su música y su estilo. Rumor de una cascada                  | El Palacio de la Música (Venezuela) |
| 1961               | Chelimanías                                                  | El Palacio de la Música (Venezuela) |
| 1962               | Chelique Sarabia presenta su nueva voz: José Luis Rodríguez  | Producciones Velvet (Venezuela)     |
| 1962               | Chelique Sarabia presenta su nueva voz: Cherry Navarro       | Producciones Velvet (Venezuela)     |
| 1962               | Chelique presenta a Mr. Calypso                              | El Palacio de la Música (Venezuela) |
| 1962               | Si te vas de mí                                              | El Palacio de la Música (Venezuela) |
| 1962               | Chelique, Arpa Y Orquesta                                    | El Palacio de la Música (Venezuela) |
| 1964               | Quisiera preguntar                                           | El Palacio de la Música (Venezuela) |
| 1964               | Un momento contigo                                           | El Palacio de la Música (Venezuela) |
| 1964               | Música margariteña                                           | El Palacio de la Música (Venezuela) |
| 1966               | El mismo Cherry                                              | El Palacio de la Música (Venezuela) |
| 1971               | Revolución «Electrónica» En Música Venezolana                | Promus (Venezuela)                  |
| 1975               | La garza negra y de hierro                                   | SIDOR (Venezuela)                   |
| 1976               | Chelique y Manzanero en casa                                 | Cordica (Venezuela)                 |
| 1980               | En Alas De Una Gaviota                                       | Discos Top Hits (Venezuela)         |

### Participaciones
| Año de publicación | Artista principal   | Título       | Discográfica                        |
| 1983               | María Teresa Chacín | En este país | El Palacio de la Música (Venezuela) |

### Reediciones
| Año de publicación | Título                          | Discográfica                        |
| 1990               | Chelique en blanco y negro      | El Palacio de la Música (Venezuela) |
| 1996               | Ansiedad                        | Velvet Música de Venezuela          |
| 2013               | Los Románticos de América       | Sony Music Entertainment (México)   |
| 2015               | Chelique presenta a Mr. Calypso | El Palacio de la Música (Venezuela) |